# 33970 Conorbenson
33970 Conorbenson este o planetă minoră (asteroid), cu un diametru de 3,87 km, din centura de asteroizi. A fost descoperită pe 5 iulie 2000 la Stația Anderson Mesa de Lowell Observatory Near-Earth-Object Search. 
Obiectul prezintă o orbită caracterizată de o semiaxă mare de 2,9912928 UAi, o excentricitate de 0,1, o înclinație de 9,65801 ° în raport cu ecliptica.